# 鉄道車両のモニタ装置

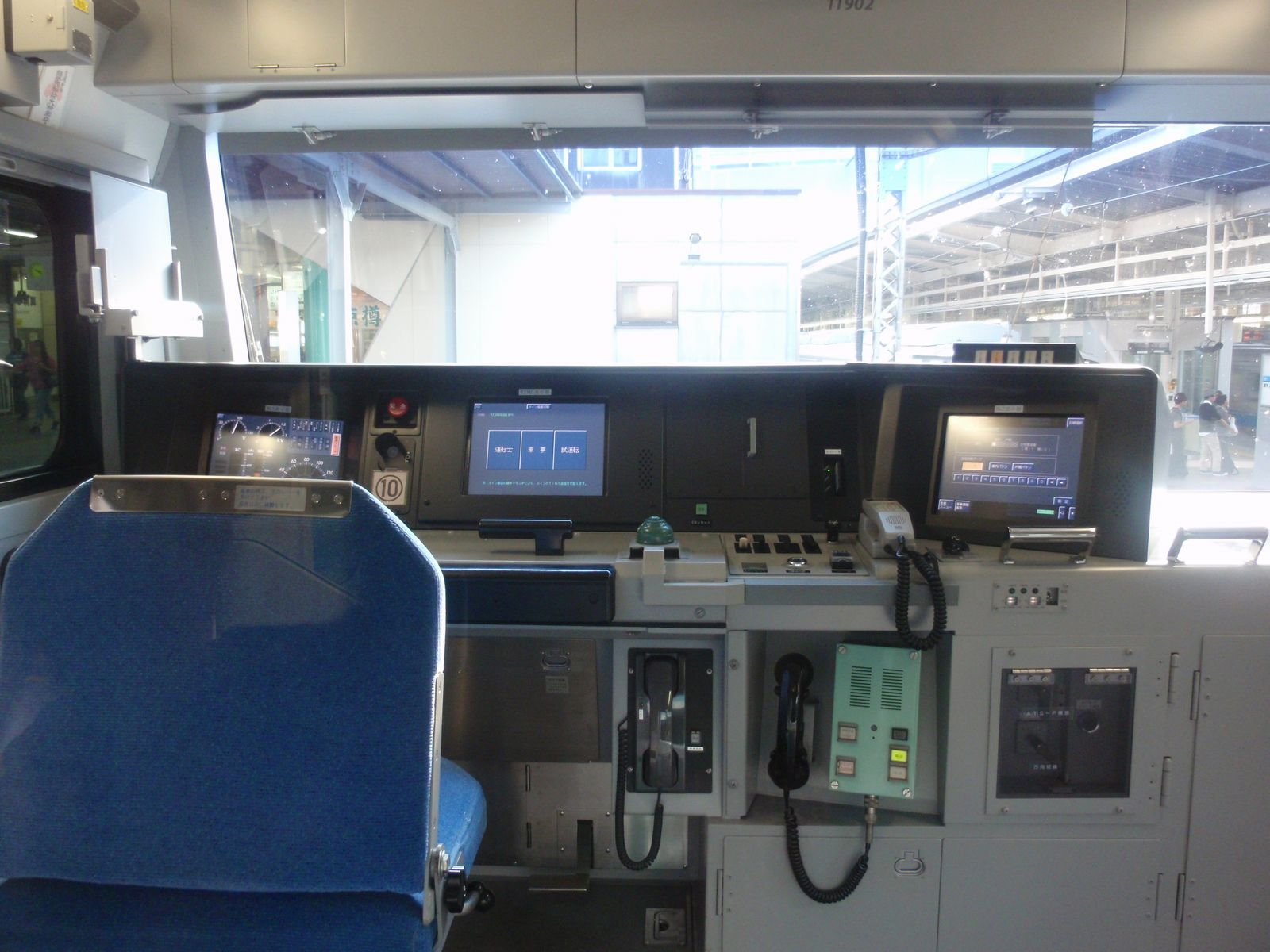
相鉄11000系電車の運転台。LCD3画面のグラスコックピットで、右側2面がモニタ装置操作用（TIMS）、左側1面が速度計などの計器表示用。

鉄道車両のモニタ装置（てつどうしゃりょうのモニタそうち）とは、鉄道車両に装備されている各種機器の状態などを表示し、監視・制御するものである。元々は英語のモニタリング（監視する、記録するなど）に由来する。

## 概要

### 新幹線用モニタリング装置
1969年（昭和44年）に製造した新幹線951形電車では、1971年（昭和46年）より日本国有鉄道（国鉄）と鉄道技術研究所と共同でATOMIC（Automatic Train Operation by MIni Compurter）と呼ばれるミニコンピュータシステムを搭載した。これは将来の自動運転を想定したもので、新幹線の定時運転制御、定速運転制御、定位置停止制御を1つのコンピュータシステムで処理するものであった。その後、ATOMICを使用して機器の動作監視機能（モニタリング機能）、故障発生時の遠隔処置機能の導入を進めることとしたが、951形新製当初の時点ではこれら機能の搭載は想定しておらず、実施ができなかった（厳密には一部しか実施ができなかった）。このため、新しく製造する新幹線961形電車では新製当初よりこれらの機能を備えた、新しいATOMICを採用した。具体的には、車両故障時の応急処置の簡易化と検査業務の合理化のモニタリング機能を備えた。
既存、新幹線0系電車の運転室には運転士が2人乗務しており、車両故障が発生した場合、ユニット表示灯で故障号車が2両に絞られ、運転していない運転士が該当車両に行き、室内配電盤を確認して開放処置などを行っていた。しかし、16両編成で400 mにもなる新幹線では乗務員の大きな負担になることから、車両故障発生時はATOMIC表示器（CRTディスプレイ）で故障内容の確認を行い、該当車両の機器を運転台から遠隔操作で開放処置を行う方式とした。また、ATOMICには各車両ごとにデータを記録する機能を備えており、車両基地入区後にデータを確認することで故障を判別したり、データを蓄積することで故障の前兆を予測することも可能となる。
これを基本に、東京芝浦電気（現・東芝）が開発したマイコンを使用して「MON1X形モニタ装置」が完成、1979年（昭和54年）に製作された新幹線962形電車に採用された。961形で実施した列車の自動運転機能は、開発試験が一通り終了したことから962形ではモニタリング機能のみに絞ったコンピュータシステムとした。続いて925形電気軌道総合試験車にも採用された。
962形・925形のシステムは、両先頭車にモニタ中央装置と運転台にモニタ表示器を搭載、中間車にはモニタ端末器を搭載し、これらを伝送ケーブルで接続して情報処理を行うものである。モニタ表示器はプラズマディスプレイ（オレンジ色の1色表示）でドットマトリクスによる片仮名・アルファベット・数字のみを、8行×32文字（合計256文字）で情報を表示する。表示画面の操作は、現在のようなタッチパネルで操作するものではなく、ファンクションキー（キロ・故障・SET・CTCなどのキー）とテンキー（0 - 9）から行う。そして、1980年（昭和55年）秋から製造が開始される新幹線200系電車で「MON1形モニタ装置」として、正式な実用化に至る（営業運転は1982年6月開始）。

### 在来線用モニタリング装置
在来線用モニタリング装置の黎明期にあたるのは、1980年である。それまでの車両でも、車両間の引き通し線を使用して「過電流」、「過電圧」、「ブレーキ不緩解」、「ブレーキ不足」などの故障を運転台に表示したり、床下の故障表示灯や車側灯を使用して故障の表示（ドア開、非常通報器操作、制御装置過負荷など）を行っていた。
1970年代以降、鉄道車両の機器には電子部品の使用が進められており、故障発生時には発生個所の特定と原因の解明が極めて難しく、大きな時間を費やしていた。このため、故障発生時に乗務員への情報提供と、保守を行う検修作業の効率化などを目的に採用が始まった。

#### 三菱電機における開発
1980年7月に落成した京都市交通局10系電車では、新幹線962形電車に続いて在来線向けにモニタリング装置を採用した。システムは、先頭車にモニタ中央局、中間車にモニタ端末局を搭載し、伝送ケーブルで接続したものである。運転台にはモニタディスプレイが設置されており、装置は機器動作状態の監視・故障時の状況記録のほか、検修作業時には試験装置の一部として使用することができ、効率的な検査ができる。
一方、帝都高速度交通営団（営団地下鉄）では、同年11月に落成する半蔵門線用8000系において車両用故障記録装置 DDT（Dynamic Diagnostic Terminal）と称するモニタリングシステムを開発し、採用した。対象装置はATC装置、主チョッパ装置、ブレーキ装置、電動発電機（MG）の4項目に絞られており、故障発生時に状況記録を行うものである。システムは、先頭車にDDT中央局、中間車にDDT端末局を搭載し、伝送ケーブルで接続したものである。この装置は航空機のフライトレコーダーから「トレイン・レコーダー」と名付けられた。

#### 東京芝浦電気における開発

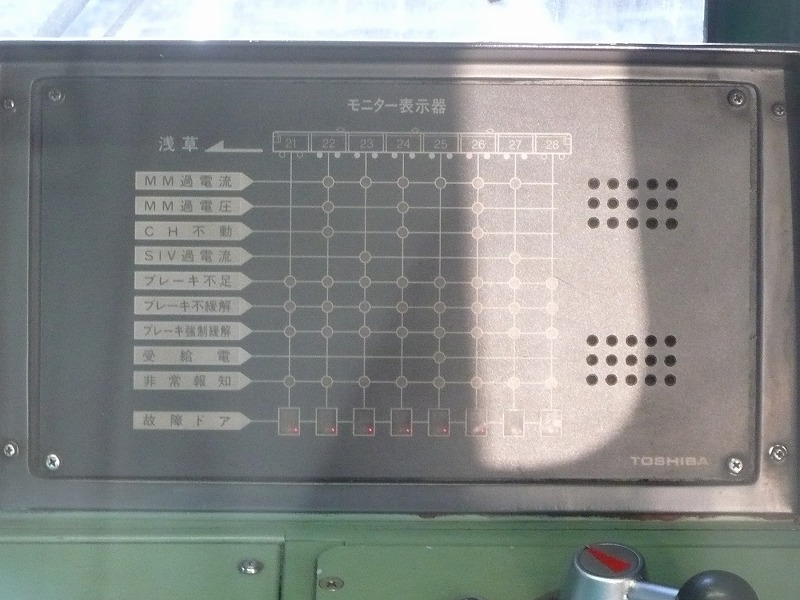
東武20000系電車の運転台モニター表示器。9000系電車とほぼ同じもので、故障はランプで表示する

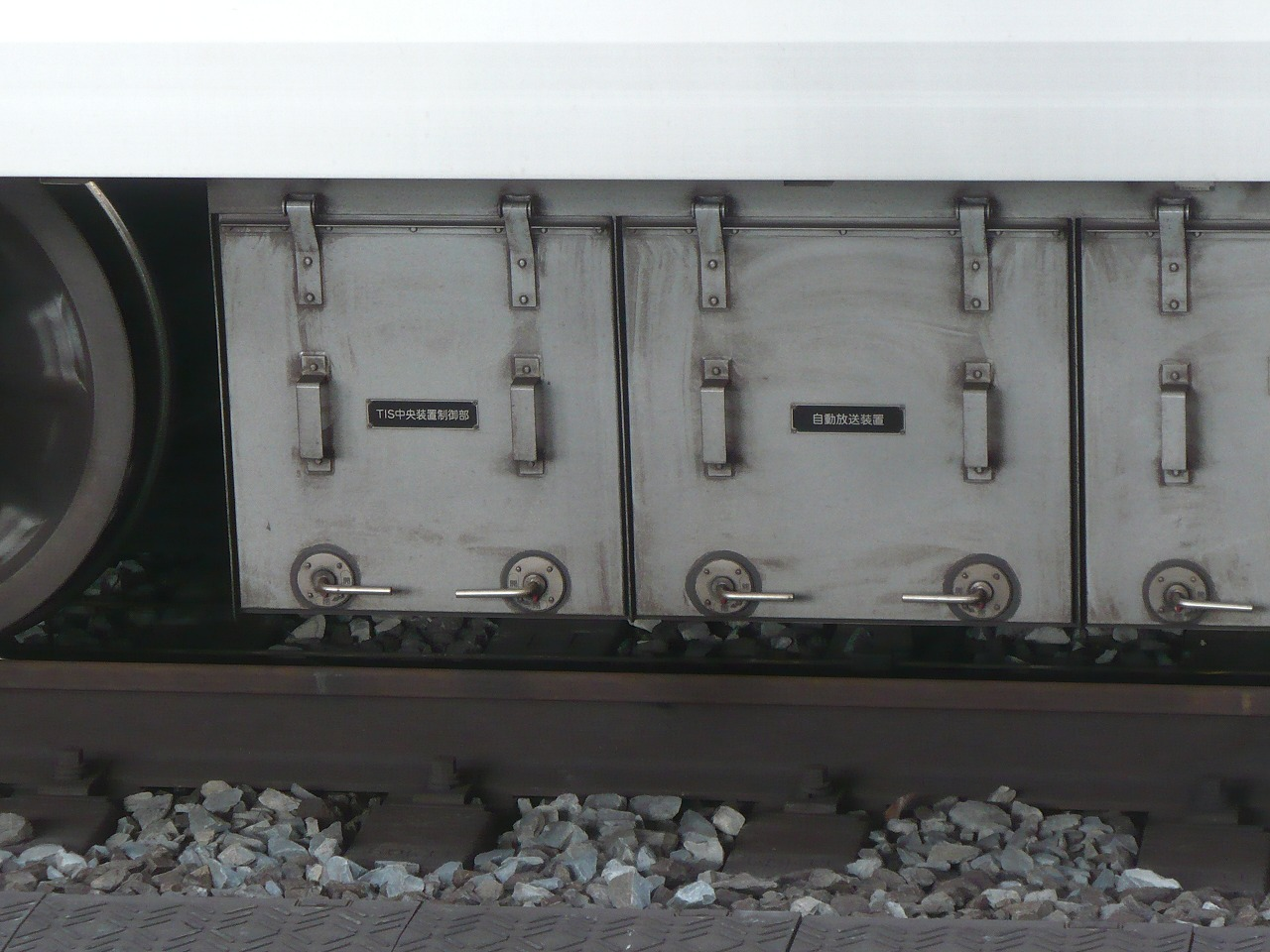
東京メトロ10000系電車の床下共通機器箱内に設置されたTIS中央装置制御部

東京芝浦電気（現・東芝）においても、1980年11月に落成した小田急7000形電車（LSE）でモニタリング装置が採用された。この車両は運転室を2階に上げた前面展望席を設けた特急車両とした。当時、故障時発生時には乗務員が該当車両に行き、室内の配電盤を確認して機器開放などの処置を行っていた。しかし、運転室が2階にある当車両は、確認作業のため乗務員が運転室から離れることは難しく、運転台から故障状況の把握や開放処置をする必要がある。さらに予備車両が少なく、故障時には早急な原因究明と復帰が求められた。
ただし、先にモニタリング装置を採用した新幹線200系電車ほどの高度な機能は求められないことから、システムは大幅に簡素化されている。モニタ表示器は発光ダイオード（LED）を使用したランプ点灯式のもので、運転室には機器7項目の故障を表示するモニタ表示器があり、車掌室にも簡易的なモニタ表示器が設置されている。
システムは、各制御装置内にモニタ装置が内蔵されており、各モニタ装置間は伝送ケーブルで接続したものである。運行時は最も進行方向寄りのモニタ装置が親局として機能し、情報処理と運転室・車掌室内のモニタ表示器に出力する。故障時発生時に状況を記録すること、性能確認試験時の測定機能を備えており、別途可搬式のモニタ読出器を接続することで記録データを読み出すことができる。
続いて1981年（昭和56年）11月に落成した東武9000系電車では、営団地下鉄13号線（現在の有楽町線と副都心線の一部）との直通運転が予定されていた。このため、相互乗り入れに伴う信頼性向上と保安装置や主チョッパ装置に電子機器が多数採用されており、これら機器故障時の原因解析を目的としたモニタ装置が採用された。
システムは、各車両の床下にマイコンを内蔵したモニタ装置を搭載し、各モニタ装置間を伝送ケーブルで接続したものである。乗務員室（運転台）にはLEDを使用したランプ点灯式のモニタ表示器があり、乗務員が機器の故障情報などを確認することができる。機器故障時には、故障情報の記録とモニタ表示器に故障内容・該当車両を表示する。

### 車両制御情報管理装置
1986年（昭和61年）3月に落成した東京都交通局（都営地下鉄）12-000形試作車（当時12号線と呼ばれていた大江戸線用）では光ファイバー伝送を用いた乗務員支援、検修支援機能を備えた多機能型の三菱電機製「車上集中制御装置」を採用した。以下の機能を備えており、当時としては画期的なものである。ただし、この試作車は営業運転には使用されずに終わった（量産車は後述の日立製作所製ATIを採用）。
- 主機制御機能（力行・ブレーキ指令など制御伝送）
- 補機制御（機器の遠隔制御）
- 運転補助機能（運転情報の表示・機器動作状態の表示・出庫点検機能・故障発生時の原因と処置表示）
- 故障記録、試運転記録機能
- 非常通報装置の音声回路、行先・運行表示器への指令伝送機能

1988年（昭和63年）5月、営団03系電車はモニタリング情報の表示に加えて、マスコンからの制御指令も直列伝送を行う「車両制御情報管理装置」として、三菱電機製のTIS（Train-control Information Management System）が搭載された。運転台マスコンからの力行指令、常用ブレーキ指令など制御指令の直列伝送機能に加えて、搭載機器の動作状態を監視、故障時に警告と状況を記録するモニタリング機能、定期検査時（月検査）の検査機能と試験データの収集機能を備えている.
日立製作所においても、ATI（Autonomous decentralized Train Information control）と称するモニタリング装置を開発し、都営地下鉄12-000形量産車で実用化させた。その後、ATIは相模鉄道（相鉄）8000系・9000系（制御指令伝送機能なし）、福岡市交通局2000系電車（制御指令伝送機能なし）などに採用が進められた。
大手私鉄では1996年（平成8年）に落成した東武30000系電車で東芝製の車両情報制御装置が採用され、制御指令機能の直列伝送化が図られた。

#### JRグループによる導入
JR東日本においては、1992年（平成4年）以降同様の装置をJR東日本209系電車などが搭載したほか、車両の各種制御伝送情報系統を統合しシステム化することにより、電気配線の大幅な削減による軽量化、メンテナンスの省力化に寄与している。その後の発展型はTIMS (Train Integrated Management System) などとも称されている。ユニークなものでは東日本旅客鉄道（JR東日本）相模線用の205系に汎用パソコン (NEC FC-9800) を使用したシステム（MON5型）も存在した（現在はMONを改良したものに更新（MON3型））。なお、TIMSは基幹伝送路にアークネットを、機器接続伝送路にRS485を採用していたが伝達速度の低さ（10Mbps）から伝送容量が限界に達しつつあることからイーサネット（ethernet）にて各伝送路の容量拡大・速度向上を図ったINTEROSが発展型として登場した。
西日本旅客鉄道（JR西日本）においては、1991年（平成3年）の207系からモニタ装置の導入が始まった。機関車においては、日本貨物鉄道（JR貨物）のEF200形、EF500形（EF500形は試作車のみで量産は見送り。現在はいずれも廃車）から導入が開始された。

### 発展
当初の入力デバイスは、現在のような操作性に優れたタッチパネル式ではなく、テンキーなどを使用して項目を選択する（モニター画面に「（例）1.運転情報、2.故障情報、3.状況確認」などが表示され、テンキーで該当項目を選択する）。JR東日本651系電車で採用したモニタリング装置（MON3型モニタ装置）では、カラーCRTディスプレイ、入力デバイスにはタッチパネルを採用し、マンマシンインタフェースの大幅な向上が図られている。
後年、CPUの性能向上により、従来はハードウェア（専用の設定器、操作器）から入力（操作）していた行先表示器、車内案内表示器、自動放送装置、空調操作などサービス機器の操作機能が、モニター画面からの操作となる（ハードウェアのソフトウェア化）。

## 機能

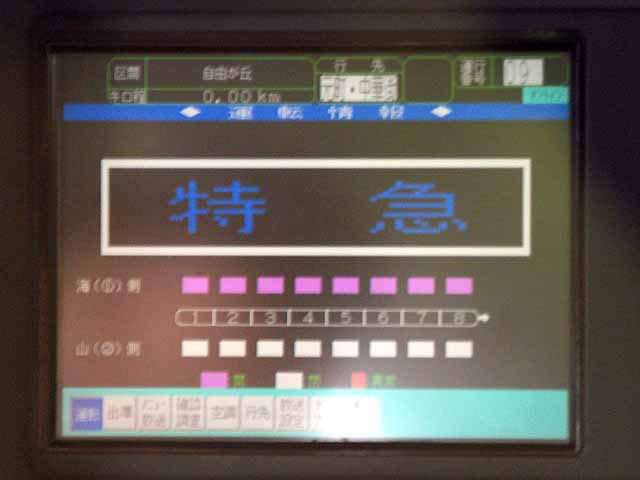
東急電鉄5050系のTISモニタ画面

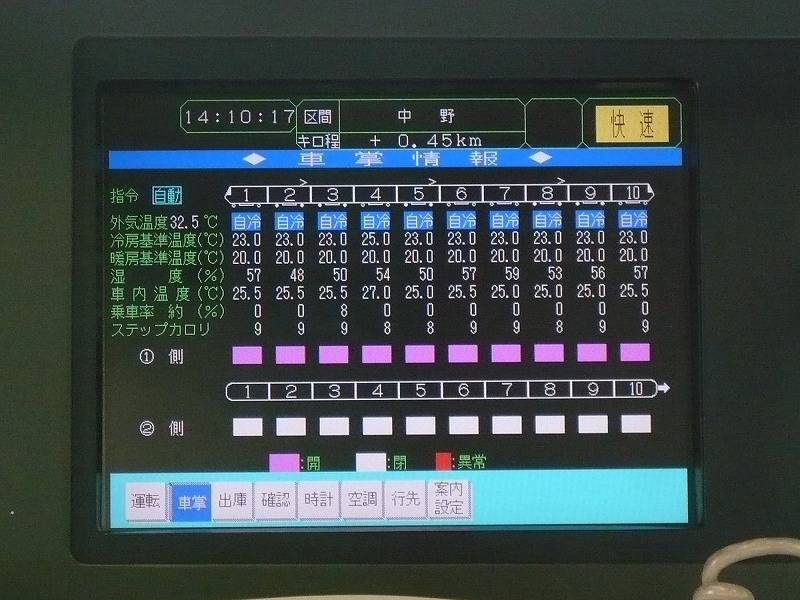
東葉高速鉄道2000系電車のTISモニタ画面（車掌モード）。車内の空調・温度などが詳細表示されている

大きく分けると乗務員モードと検車モードに分かれる。モードの切替は、運転台内の論理部にあるスイッチによって行う。

### 乗務員モード
運行時に必要な機能を表示・設定する。車両によっては運転士用画面と車掌用画面に分かれる。
- 列車情報（列車種別・列車番号または運行番号・行先・列車の現在位置・次停車駅）
- 乗務行路表（乗務員用の時刻表 : メモリーカードが使用できる場合）
- 主要機器の動作状態
- 力行・制動状態（『加速』『回生』、主幹制御器のノッチ位置などを表示）
- ドアの開閉状態（ドア挟み・戸袋引き込み・ドア制御機器故障）
- 車内環境（温度・湿度・乗車率）
- 空調設定（冷房・除湿・暖房・送風の切替えと風量の強弱）
- 自動放送・車内案内表示装置の設定
- 緊急時・故障時の操作支援、機器の遠隔操作

### 検修モード
車両基地等での点検・整備時に使用する。基本的に整備を担当する検修担当社員しか使用しないが、仕様を熟知した乗務員が使用することもある。
- 機器動作状況の履歴
- 積算走行距離・電力量の記録
- 機器動作試験（ドア開閉や放送試験など）
- 試運転時のランカーブ出力・記録

## 初期のモニタ装置の種類と装備車両
現在ではほとんどすべての車両にモニタ装置が搭載されているため、本節では最初期（1986年時点）にモニタ装置を搭載していた車両（運転台に表示器がある車両だけではなく、制御装置本体にモニタ装置を内蔵しているものもある）に限って紹介する。

### 日本国有鉄道（国鉄）
- 新幹線200系電車（8行×33列のドットマトリクス方式の単色PDPにカナ英数が表示できる）
- 新幹線100系電車X編成（カラーCRTモニタ1画面）

### 大手私鉄
- 東武9000系電車
- 京王3000系電車（後期増備車）
- 小田急7000形電車・小田急8000形電車
- 東急9000系電車・東急7600系電車
- 営団8000系電車（トレイン・レコーダー）・営団01系電車

- 近鉄1220系電車・近鉄7000系電車
- 近鉄3200系電車・近鉄6400系電車
- 南海9000系電車
- 京阪2600系電車・京阪6000系電車
- 阪神8000系電車
- 阪急7000系電車・阪急6300系電車

### 準大手私鉄・公営鉄道

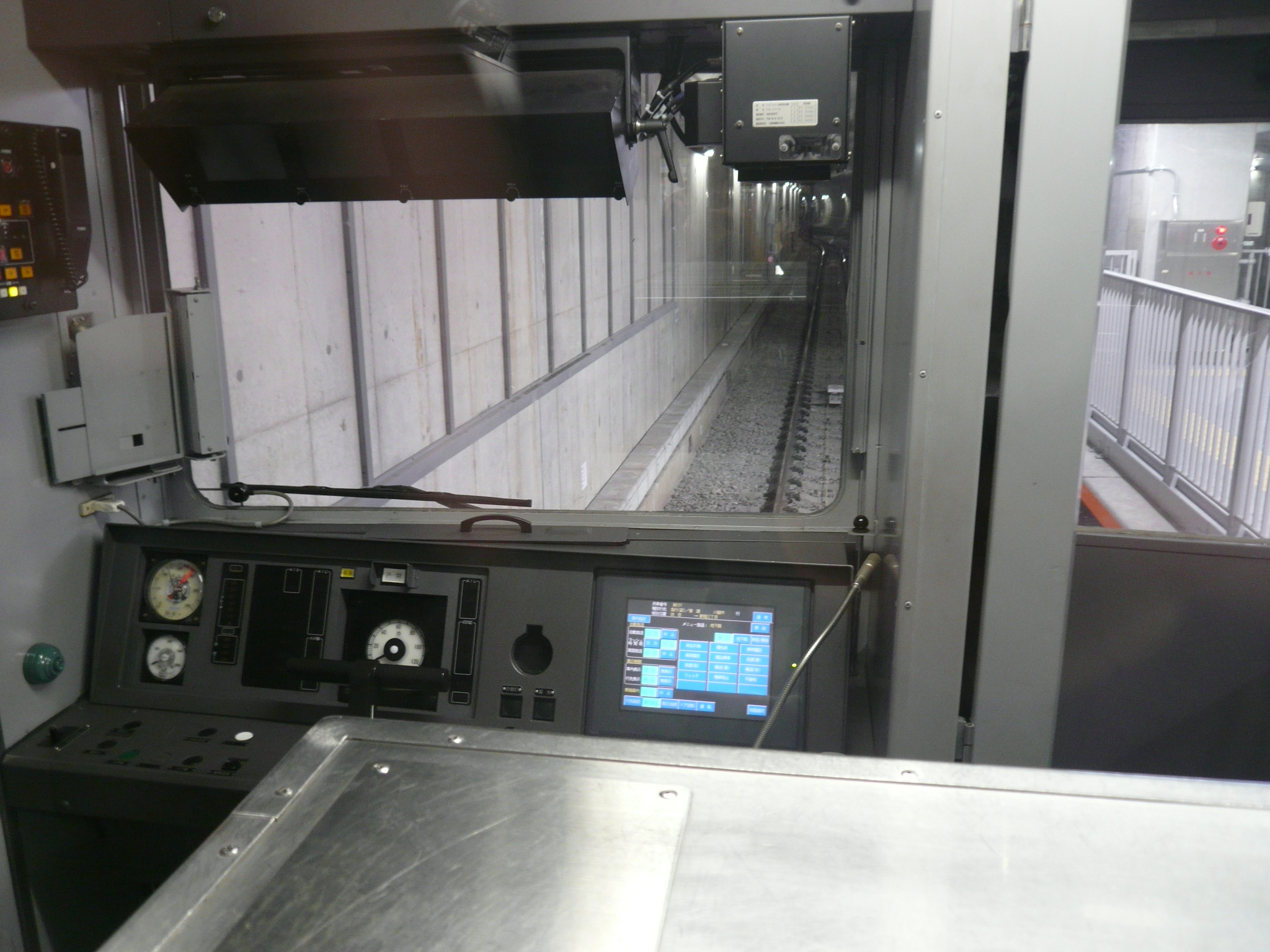
東武9000系電車（副都心線乗入れ対応車）の運転台

- 新京成電鉄8800形電車
- 北大阪急行電鉄8000形電車
- 仙台市交通局1000系電車
- 東京都交通局12-000形電車（試作車）
- 横浜市交通局2000形電車
- 京都市交通局10系電車

## メリット・デメリット
導入することによる主なメリット・デメリットは以下のとおり。

### メリット
- 従来NFBの入切や指令器により行っていたサービス機器（電灯・空調・表示器類）の制御を、モニタで一括して行うことができる（空調については、外気温・乗車率などの各センサーのデータを考慮して制御を行うことができ、全自動制御にすることも可能）。
- モニタから機器の動作状況が得られることで、検査の時間短縮や故障時の応急処置、原因究明が行いやすくなる。（パソコンを接続したり、ICカードにデータを記録し故障記録を読み出すことも可能）
- 制御伝送化により力行やブレーキなどの電気指令信号配線を集約できるため、製造時の工程減と車体の軽量化に繋がる。
- シミュレーター教習との親和性が高い。

### デメリット
- 機器の制御をモニタに集約すると、モニタに不具合が発生した場合に制御が出来なくなる（制御伝送装置以降のシステムは対策として伝送線と中央装置の論理部などが二重化されている）。

## 主なメーカー
- 三菱電機 - MON, TIMS, TICS, TIS, INTEROS
- コイト電工
- 日立製作所 - ATI, Synaptra
- 東洋電機製造
- 東芝  - TEBus
- 日本信号
- 京三製作所
- 信号電材
- 新潟トランシス - DICS, TICS

## 主なオペレーティングシステム
- Windows Embedded
- MS-DOS
- Linux
- QNX
- OS-9